# باكاري كوني (لاعب كرة قدم مواليد 1989)
باكاري كوني ((بالإنجليزية: Bakare Kone)‏؛ مواليد 15 أبريل 1989) لاعب كرة قدم إيفواري يجيد اللعب في مركز الوسط .
لعب في الإمارات لأندية اتحاد كلباء ودبا الفجيرة و الإمارات وعجمان و الحمريه و العربي.

## روابط خارجية
- باكاري كوني (مواليد 1989) على موقع قاعدة بيانات كرة القدم.إي يو (الإنجليزية)

باكاري كوني